# 高木日向子
高木 日向子（たかぎ ひなこ、1989年 - ）は、日本の作曲家。

## 経歴
兵庫県立西宮高等学校音楽科ピアノ専攻卒業。大阪音楽大学音楽学部作曲学科作曲専攻卒業、同大学大学院音楽研究科作曲専攻修了。
作曲を久保洋子、アラン・ゴーサンに師事。
クールシュベール国際音楽アカデミーに参加。京都フランス音楽アカデミーにて、アラン・ゴーサン、エリック・タンギーの作曲クラスを修了。
現在、大阪音楽大学において作曲非常勤講師を勤める。

## 活動
2019年に、若手音楽家の登竜門であるジュネーブ国際音楽コンクールの作曲部門で最優秀賞を受賞。
受賞作品「L'instant」は、2021年に開催される同コンクールのオーボエ部門における課題曲として選出される。「L'instant」は、フランス語で「瞬間」を意味し、画家・高島野十郎の「蝋燭（ろうそく）」の影響を受けて作曲された。同作品では、古代ギリシャ人が感じたであろう火に対する「神秘性」「感動」が、現代音楽を通じて現在に蘇えるように表現されている。
手掛ける作品は、難解なイメージがつきまとう現代音楽。その世界を身近に感じてもらおうと、音楽仲間とともに新曲を披露する小さなコンサートを開催するなど、新しい音楽と聴き手が出合う場づくりに力を入れている。
豊中市立庄内さくら学園中学校（2020年4月開校）の校歌の作詞作曲を豊中市に委嘱される。同校歌には「未来を切り拓く子供たちを応援したい」という気持ちと「統合でなくなる学校も、ずっと記憶に残したい」という願いが込められている。
2020年6月には、 PROJECT21st Masterclass （香港）の作品公募で、” Lost in ______ ” for flute solo が選出される。同作品は、コロナウィルス状況下の現代人をモチーフにした作品であり、イタリア人のフルート奏者マリオ・カーロリによって2021年夏に香港で演奏予定。
2020年9月には、「雲」をテーマに曲の構想が練られた「Messenger」が日本センチュリー交響楽団首席客演ホルン奏者・日高剛のリサイタル（大阪）で初演される予定。

## 受賞歴
- 第86回日本音楽コンクール作曲部門　第3位（" Atmospheric circulation " for string quartet and prepared piano ）
- ジュネーブ国際音楽コンクール作曲部門　第1位（ " L'instant " for Oboe and ensemble ）
- 2020年度咲くやこの花賞
- 豊中かがやき大賞[9]

## エピソード
母校の中学校では「学級歌」を作ることが学校の伝統行事となっており、その際作曲を担当したことが作曲家を志す原点となった。県内の高校（音楽科）に進学しピアノを専攻していたが、高校3年生の時に作曲を本格的に勉強したくなり、大学では作曲専攻に入学した。大学時代の恩師が大学1年次に出した課題は「1年間に変奏曲のテーマとその変奏を100曲作る」というものであり、この課題から作曲の基礎を学んだ。